# Frou-frou de Broadway
Pour les articles homonymes, voir The Star Maker.
Pour plus de détails, voir Fiche technique et Distribution.
Frou-frou de Broadway (titre original : The Star Maker) est un film américain réalisé par Roy Del Ruth et sorti en 1939.
Le scénario est inspiré de la vie de Gus Edwards (1879 – 1945).

## Synopsis
Larry Earl est un compositeur ambitieux mais fauché; sa femme Mary persuade un directeur de théâtre de le laisser monter un spectacle avec des enfants. Mais une nouvelle loi interdit aux enfants de travailler après 10H du soir.

## Fiche technique
- Réalisation : Roy Del Ruth, assisté d'Hal Walker
- Scénario : Frank Butler, Don Hartman, Arthur Caesar, d'après une histoire de Arthur Caesar et William A. Pierce
- Production : Paramount Pictures
- Image : Karl Struss
- Musique : Alfred Newman
- Montage : Alma Macrorie
- Pays d'origine :  États-Unis
- Format : Noir et blanc
- Genre : Comédie, Film biographique
- Durée : 94 minutes
- Dates de sortie : 
  - États-Unis : 25 août 1939

## Distribution
- Bing Crosby : Larry Earl
- Louise Campbell : Mary
- Linda Ware : Jane Gray
- Ned Sparks : 'Speed' King
- Laura Hope Crews : Carlotta Salvini
- Janet Waldo : Stella
- Walter Damrosch : Walter Damrosch
- Thurston Hall : M. Proctor
- Clara Blandick : Mlle Esther Jones
- Oscar O'Shea : M. Flannigan
- John Gallaudet : Duke
- Ben Welden : Joe Gimlick
- Emory Parnell : M. Olson
- Dorothy Vaughan : Mme Riley
- Bodil Rosing : Mme Swanson
- Doro Merande, Edwin Stanley : Membres du club Gerry